# Тест фрустрационных реакций Розенцвейга
Тест фрустрационных реакций Розенцвейга — проективная методика, предназначенная для исследования реакций на неудачу и способов выхода из ситуаций, препятствующих деятельности или удовлетворению потребностей личности. Разработан Саулом Розенцвейгом в 1945 году.

## Описание теста
Материал теста состоит из серии 24 рисунков, представляющих каждого из персонажей во фрустрационной ситуации. На каждом рисунке слева персонаж представлен во время произнесения слов, описывающих фрустрации другого индивида или его собственную. Персонаж справа имеет над собой пустой квадрат, в который испытуемый должен вписать свой ответ, свои слова. Черты и мимика персонажей устранены из рисунка, чтобы способствовать идентификации этих черт (проективно). Ситуации, представленные в тесте, можно разделить на две основные группы.
- :А. Ситуация препятствия «я» (эго-блокинговые).
- :Б. Ситуация препятствия «сверх я» (суперэгоблокинговые).

## Процедура проведения
Испытуемому предлагается заполнить все пустые квадраты, вписав свои слова. Протоколируется общее время теста. Когда испытание заканчивается, приступают к опросу. Испытуемого просят прочесть один за другим его ответы, и экспериментатор подчеркивает особенности, например, интонации голоса, которые позволяют интерпретировать ответы согласно системе оценок. Если ответ короток или относится к очень редким, экспериментатор должен в процессе опроса уяснить его смысл.
Случается, что испытуемый плохо понимает ситуацию, хотя в этом случае само непонимание может быть значимым, опрос позволяет получить новый ответ, после того как респонденту объяснен смысл ситуации.

## Обработка результатов
Обработка теста состоит из следующих этапов:
1. Оценка ответов
2. Определение показателя «степень социальной адаптивности».
3. Определение профилей.
4. Определение образцов.
5. Анализ тенденций.